# Dobrudža
Dobrudža (rumunjski: Dobrogea, bugarski: Добруджа) je crnomorska regija u Jugoistočnoj Europi. Južna Dobrudža se nalazi se Bugarskoj, a Sjeverna Dobrudža u Rumunjskoj. To je izlaz Rumunjske na more. Uključujući deltu Dunava Rumunjska ima oko 245 km obale. Područje Dobrudže zapravo je visoravan. Klima je suha (oko 500 mm), ali su natapanjem iz dubokih bunara travnati dijelovi ove regije pretvoreni u plodne površine. Zbog izražene kontinentalnosti na koju Crno more nema puno utjecaja klima je suha, a nedostatku oborina pomaže i sibirska anticiklona tako da većina oborina padne ujesen i u proljeću dok su zime i ljeta jako suhi. Posljedica ovog je da je vegetacija u ovom području uglavnom stepska. Pravo bogatstvo Dobrudže su prekrasne i po nekoliko desetaka kilometara duge pješčane plaže. Uz obalu je u doba komunizma izgrađeno mnogo hotela čak i luksuznijih, ali je turistički devizni priljev još uvijek malen. Najvažnija su turistička naselja ovog područja Mamaia i Mangalia. Najveće je naselje Dobrudže grad Constanta, čije je područje već bilo nastanjeno u 7. st. pr. Kr. To je i najveća rumunjska luka kanalom spojena s Dunavom.